# 小林紀晴
小林 紀晴（こばやし きせい、1968年1月12日 - ）は、日本のジャーナリスト、写真家、作家。写真家の小林キユウの双子の弟。

## 人物
長野県茅野市生まれ。東京工芸大学短期大学部写真技術科卒業。日刊工業新聞社にカメラマンとして勤務。その後、フリー・カメラマンになる。23歳でアジアを旅し、日本人の人間模様を作品と写真で記録。海外に定住する日本人を描く。代表作に『アジアン・ジャパニーズ』がある。また、故郷の茅野市の習俗（御柱祭の氏子など）や人間模様を取材し、写真集『盆地』や『はねはねに』等に纏めている。
2013年4月より東京工芸大学芸術学部写真学科教授。
2016年3月3日出身地茅野市から「縄文ふるさと大使」に選らばれる。
2023年3月25日、第一回監督作品となる映画『トオイと正人』（原作：瀬戸正人）が公開予定。

## 著書
- 『アジアン・ジャパニーズ』（情報センター出版局、1995年）のち新潮文庫
- 『アジアン・ジャパニーズ 2』（情報センター出版局、1996年）のち新潮文庫
- 『アジア旅物語』（世界文化社、1996年） 『ハノイの犬、バンコクの象、ガンガーの火』幻冬舎文庫
- 『デイズ・アジア』情報センター出版局　1996
- 『アジアロード』（講談社、1997年）のち文庫
- 『ジャパニーズ・ロード』（集英社、1998年）
- 『Homeland』（NTT出版、1999年）
- 『アジアの少年』（幻冬舎文庫、1999年）
- 『トウキョウジェネレーション』河出書房新社　1999
- 『暗室』（幻冬舎、2000年）
- 『アジアン・ジャパニーズ 3』（情報センター出版局、2000年）のち新潮文庫
- 『写真学生』（集英社、2000年）のち文庫　
  - 『写真学生』長浜敏海漫画（集英社、2002年、ビジネスジャンプ愛蔵版）
- 『国道20号線』（河出書房新社、2001年）
- 『小説家』（河出書房新社、2001年
- 『Life 1986-2002』（スイッチ・パブリッシング、2002年
- 『遠い国』（新潮社、2002年
- 『東京装置』幻冬舎文庫、2002
- 『9月11日からの僕のこと』（講談社、2003年）
- 『Days New York』（平凡社、2003年）
- 『盆地』 (エイ出版社、2004年）
- 『旅をすること』（エレファントパブリッシング、2004年）
- 『最後の夏1991』バジリコ　2006
- 『写真展に、行ってきました。』平凡社　2006
- 『父の感触』文藝春秋　2007
- 『十七歳』日本放送出版協会　2008
- 『はなはねに』小林紀晴写真事務所 情報センター出版局、2008[英名表題:Life Goes Full Circle.]
- 『昨日みたバスに乗って』講談社（2009年）
- 『写真と生活』リブロアルテ（2011年）
- 『メモワール写真家・古屋誠一との二十年』集英社（2012年）
- 『kemonomichi』冬青社（2013年）
- 『だからこそ、自分にフェアでなければならない。 プロ登山家・竹内洋岳のルール』幻冬舎　2014 のち文庫
- 『ニッポンの奇祭』講談社現代新書　2017

### 共著
- 『ベトナム・センチメンタル +ラオス・カンボジア』福井隆也,関口佐千夫共著　情報センター出版局　ここ以外のどこかへ!　1995
- 『 ハッピーバースデイ3.11 あの日、被災地で生まれた子どもたちと家族の物語』並河進文 写真　飛鳥新社　2012
- 『美女の一瞬』金子達仁著  写真 集英社新書 ヴィジュアル版 2014
- 『パイナップルぷるぷる本』谷山武士文 写真 コスモの本 2016
- 『Silence of India』鶴田真由共著　赤々舎 2017